# الکس جنینگز
الکس جنینگز (انگلیسی: Alex Jennings؛ زادهٔ ۱۰ مهٔ ۱۹۵۷) یک هنرپیشه اهل بریتانیا است. وی از سال ۱۹۷۸ میلادی تاکنون مشغول فعالیت بوده‌است.
از فیلم‌ها یا برنامه‌های تلویزیونی که وی در آن نقش داشته است می‌توان به بابل، ملکه، بال‌های کبوتر و نکته باریک اشاره کرد.
وی همچنین برندهٔ جوایزی همچون جایزه لارنس الیویه شده است.